# Ishockey vid olympiska vinterspelen 2018
Ishockey vid olympiska vinterspelen 2018 spelades i hallarna Gangneung hockeycenter och Kwandong hockeycenter i Pyeongchang i Sydkorea. Totalt avgjordes 2 turneringar, en för herrar och en för damer.
NHL gav i mars 2015 grönt ljus för NHL-spelares deltagande i kvalet till OS. NHL meddelade dock i april 2017 att de inte kommer att släppa NHL-spelare till huvudturneringen i OS.
Ryssland tävlade under neutral flagg som Olympiska idrottare från Ryssland och Sydkorea ställde upp med ett gemensamt damlag tillsammans med Nordkorea tävlande som Korea.

## Medaljsammanfattning
| Turnering          | Guld | Guld | Silver | Silver | Brons | Brons |
| Damer Detaljer...  | USA Lee Stecklein Cayla Barnes Megan Keller Kali Flanagan Monique Lamoureux Emily Pfalzer Meghan Duggan Haley Skarupa Kelly Pannek Brianna Decker Jocelyne Lamoureux Gigi Marvin Hannah Brandt Hilary Knight Kacey Bellamy Sidney Morin Dani Cameranesi Kendall Coyne Amanda Kessel Nicole Hensley Alex Rigsby Maddie Rooney Amanda Pelkey | USA Lee Stecklein Cayla Barnes Megan Keller Kali Flanagan Monique Lamoureux Emily Pfalzer Meghan Duggan Haley Skarupa Kelly Pannek Brianna Decker Jocelyne Lamoureux Gigi Marvin Hannah Brandt Hilary Knight Kacey Bellamy Sidney Morin Dani Cameranesi Kendall Coyne Amanda Kessel Nicole Hensley Alex Rigsby Maddie Rooney Amanda Pelkey | Kanada Shannon Szabados Meghan Agosta Jocelyne Larocque Brigette Lacquette Lauriane Rougeau Rebecca Johnston Laura Stacey Laura Fortino Jenn Wakefield Jillian Saulnier Meaghan Mikkelson Renata Fast Mélodie Daoust Bailey Bram Brianne Jenner Sarah Nurse Haley Irwin Natalie Spooner Emily Clark Marie-Philip Poulin Geneviève Lacasse Ann-Renée Desbiens Blayre Turnbull | Kanada Shannon Szabados Meghan Agosta Jocelyne Larocque Brigette Lacquette Lauriane Rougeau Rebecca Johnston Laura Stacey Laura Fortino Jenn Wakefield Jillian Saulnier Meaghan Mikkelson Renata Fast Mélodie Daoust Bailey Bram Brianne Jenner Sarah Nurse Haley Irwin Natalie Spooner Emily Clark Marie-Philip Poulin Geneviève Lacasse Ann-Renée Desbiens Blayre Turnbull | Finland Eveliina Suonpää Isa Rahunen Rosa Lindstedt Jenni Hiirikoski Mira Jalosuo Ella Viitasuo Venla Hovi Linda Välimäki Annina Rajahuhta Riikka Välilä Minnamari Tuominen Meeri Räisänen Petra Nieminen Emma Nuutinen Sanni Hakala Noora Tulus Sara Säkkinen Saila Saari Michelle Karvinen Noora Räty Tanja Niskanen Susanna Tapani Ronja Savolainen        | Finland Eveliina Suonpää Isa Rahunen Rosa Lindstedt Jenni Hiirikoski Mira Jalosuo Ella Viitasuo Venla Hovi Linda Välimäki Annina Rajahuhta Riikka Välilä Minnamari Tuominen Meeri Räisänen Petra Nieminen Emma Nuutinen Sanni Hakala Noora Tulus Sara Säkkinen Saila Saari Michelle Karvinen Noora Räty Tanja Niskanen Susanna Tapani Ronja Savolainen        |
| Herrar Detaljer... | Olympiska idrottare från Ryssland Artiom Zub Vladislav Gavrikov Ivan Telegin Sergej Moziakin Sergej Andronov Pavel Datsiuk Sergej Kalinin Michail Grigorenko Vjatjeslav Vojnov Andrej Zubarev Ilja Kablukov Igor Sjestiorkin Ilja Sorokin Jegor Jakovlev Sergej Sjirokov Aleksej Martjenko Bogdan Kiselevitj Ilja Kovaltjuk Nikolaj Prochorkin Kirill Kaprizov Vasilij Kosjetjkin Vadim Sjipatjov Nikita Nesterov Aleksandr Barabanov Nikita Gusev | Olympiska idrottare från Ryssland Artiom Zub Vladislav Gavrikov Ivan Telegin Sergej Moziakin Sergej Andronov Pavel Datsiuk Sergej Kalinin Michail Grigorenko Vjatjeslav Vojnov Andrej Zubarev Ilja Kablukov Igor Sjestiorkin Ilja Sorokin Jegor Jakovlev Sergej Sjirokov Aleksej Martjenko Bogdan Kiselevitj Ilja Kovaltjuk Nikolaj Prochorkin Kirill Kaprizov Vasilij Kosjetjkin Vadim Sjipatjov Nikita Nesterov Aleksandr Barabanov Nikita Gusev | Tyskland Daryl Boyle Christian Ehrhoff Brooks Macek Marcus Kink Matthias Plachta Frank Mauer Danny aus den Birken Yannic Seidenberg Patrick Reimer Björn Krupp Jonas Müller Yasin Ehliz Gerrit Fauser Dennis Endras Frank Hördler Patrick Hager Timo Pielmeier Felix Schütz Marcel Goc Dominik Kahun Sinan Akdag Leonhard Pföderl David Wolf Moritz Müller Marcel Noebels    | Tyskland Daryl Boyle Christian Ehrhoff Brooks Macek Marcus Kink Matthias Plachta Frank Mauer Danny aus den Birken Yannic Seidenberg Patrick Reimer Björn Krupp Jonas Müller Yasin Ehliz Gerrit Fauser Dennis Endras Frank Hördler Patrick Hager Timo Pielmeier Felix Schütz Marcel Goc Dominik Kahun Sinan Akdag Leonhard Pföderl David Wolf Moritz Müller Marcel Noebels    | Kanada Karl Stollery Chris Lee Chay Genoway Gilbert Brulé Wojtek Wolski Derek Roy Chris Kelly Rob Klinkhammer Brandon Kozun Quinton Howden Rene Bourque Marc-André Gragnani Andrew Ebbett Mason Raymond Eric O'Dell Stefan Elliott Cody Goloubef Ben Scrivens Kevin Poulin Justin Peters Mat Robinson Maxim Lapierre Maxim Noreau Linden Vey Christian Thomas | Kanada Karl Stollery Chris Lee Chay Genoway Gilbert Brulé Wojtek Wolski Derek Roy Chris Kelly Rob Klinkhammer Brandon Kozun Quinton Howden Rene Bourque Marc-André Gragnani Andrew Ebbett Mason Raymond Eric O'Dell Stefan Elliott Cody Goloubef Ben Scrivens Kevin Poulin Justin Peters Mat Robinson Maxim Lapierre Maxim Noreau Linden Vey Christian Thomas |

## Medaljtabell
| Pl. | Nation                            | Guld | Silver | Brons | Totalt |
| --- | --------------------------------- | ---- | ------ | ----- | ------ |
| 1   | Olympiska idrottare från Ryssland | 1    | 0      | 0     | 1      |
| 1   | USA                               | 1    | 0      | 0     | 1      |
| 3   | Kanada                            | 0    | 1      | 1     | 2      |
| 4   | Tyskland                          | 0    | 1      | 0     | 1      |
| 5   | Finland                           | 0    | 0      | 1     | 1      |
|     | Totalt                            | 2    | 2      | 2     | 6      |

### Fotnoter
1. ↑  ”Ice hockey” (på engelska). Pyeongchang 2018 Sport. Arkiverad från originalet den 18 maj 2017. https://web.archive.org/web/20170518101325/https://www.pyeongchang2018.com/en/olympicstory/sports/ice/ice-hockey/view. Läst 1 maj 2017.
2. ↑  Daniel Grefve (7 mars 2015). ”Klart med NHL-spelare till OS-kval – men oklart om 2018”. SVT Sport. http://www.svt.se/sport/ishockey/klart-med-nhl-spelare-till-os-kval. Läst 30 juni 2015.
3. ↑  ”NHL släpper inga spelare till OS 2018”. Expressen. http://www.expressen.se/sport/hockey/nhl/nhl-slapper-inga-spelare-till-os-2018/. Läst 1 maj 2017.
4. ↑  ”Ryssland stoppas från vinter-OS i Sydkorea”. Expressen. https://www.expressen.se/sport/just-nu-beskedet-om-ryssland-i-os/. Läst 16 december 2017.
5. ↑  ”Koreas to march under single 'united' flag in Olympic Games” (på engelska). BBC. http://www.bbc.com/news/world-asia-42721417. Läst 29 januari 2018.
6. ↑  Ice Hockey - Women. pyeongchang2018.com. Läst 22 februari 2018.
7. ↑  Ice Hockey - Men. pyeongchang2018.com. Läst 25 februari 2018.